# 1850

## Esdeveniments

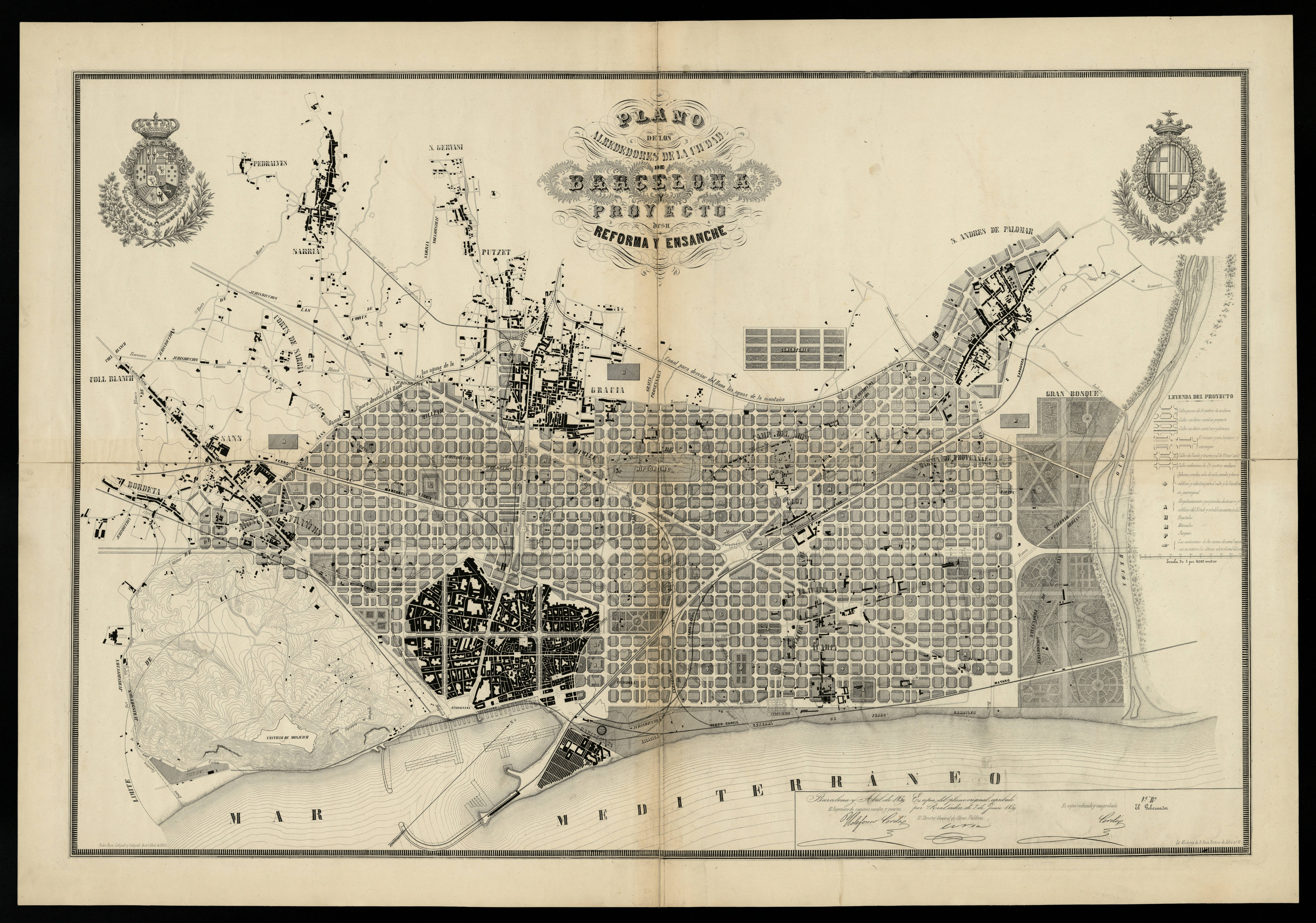
Plànol de Barcelona, l'any 1850

3 de novembre, Barcelona: Comença a funcionar el Teatre Odeon, al carrer de l'Hospital, número 45.

## Naixements
Països Catalans
- 9 de gener, Reus: Lluís Quer Cugat, escriptor i economista.
- 20 de gener, Alcoi: Emili Sala i Francés, pintor valencià
- 14 de maig, Sant Julià d'Altura: Miquel Ustrell i Serrabogunyà, propietari rural català.
- 15 de setembre, Palma: Roseta Mauri i Segura, ballarina catalana, musa i inspiradora de molts artistes impressionistes (m. 1923).[2]
- 23 de novembre, Barcelona: Antoni Elias i de Molins, bibliògraf i director de museu català (n.1909).
- 19 de desembre, Alaquàs, l'Horta Oest: Faustí Barberà i Martí, metge, erudit i polític valencià
- 21 de desembre, Barcelona: Lluís Domènech i Montaner, arquitecte, polític i historiador català
- Olot, Província de Girona: Esteve Sacrest, filòsof i moralista català.
- Madrid: Visitació Ubach, pintora catalana (m. 1925).[3]

Resta del món
- 15 de gener, Moscou: Sófia Kovalévskaia, matemàtica russa (m. 1891).[4]
- 27 de gener, Viena, Imperi Austríac: Marie Fullinger, soprano austríaca.
- 7 de març, Hodonín, Moràvia: Tomáš Garrigue Masaryk fundador de la República de Txecoslovàquia.(m. 1937).[5]
- 22 d'abril, Saligney, França: Marie Hortense Fiquet, llibretera, companya, més tard dona, musa i model de Paul Cézanne (m.1922).[6]
- 16 de maig, Florènciaː Ida Baccini, pedagoga, escriptora i periodista italiana (m. 1911).[7]
- 22 de maig, Nykroppa, Värmland: Hildegard Thorell, pintora sueca (m. 1930).[8]
- 26 de maig, Oulu (Finlàndia): Amélie Helga Lundahl, pintora finlandesa (m. 1914).[9]
- 6 de juny, Fulda, Hessen, Alemanya: Karl Ferdinand Braun, físic alemany, Premi Nobel de Física de 1909 (m. 1918).[10]
- 24 de juny, County Kerry (Irlanda): Horatio Herbert Kitchener Mariscal de Camp, 1r Comte Kitchener, va ser un militar britànic d'origen irlandès i procònsol que adquirí fama per les seves campanyes imperials (m. 1916).[11]
- 5 d'agost, Castell de Miromesnil, prop de Dieppe (França): Guy de Maupassant, literat.[12]
- 25 d'agost: Marie Egner, pintora austríaca.[13]
- 26 d'agost: París, França: Charles Robert Richet, metge francès, Premi Nobel de Medicina o Fisiologia de l'any 1913 (m. 1935).[14]
- 6 de setembre, Viena: Mila Kupfer-Berger, soprano dramàtica austríaca.
- 9 de setembre, Cottingham: Jane Ellen Harrison, acadèmica britànica pionera dels estudis de la mitologia grega (m. 1928).[15]
- 18 d'octubre, Ferrol, Galícia: Pablo Iglesias Posse, socialista espanyol, fundador del Partit Socialista Obrer Espanyol i la Unió General de Treballadors
- 1 de novembre, Madrid: Rosario de Acuña, escriptora, pensadora i periodista espanyola (m. 1923).[16]
- 13 de novembre, Edimburg, Escòcia: Robert Louis Stevenson, escriptor escocès.
- 9 de desembre, Chicago: Emma Abbott, cantant de òpera (soprano) estatunidenca (m. 1891).[17]
- 11 de desembre, Alcanyís: Concepción Gimeno i Gil, escriptora, editora i feminista espanyola (m. 1919).[18]
- 29 de desembre, Salamanca: Tomás Bretón y Hernández, compositor i violinista espanyol
- Lieja: Erasme Raway, sacerdot i compositor belga

## Necrològiques
Països Catalans
- 28 de gener - Mataró: Francesc Marxuach Julià, comerciant de blondes i encaixos de Mataró.
- 22 de juliol - Madrid, Espanya: Vicent López i Portaña, pintor del neoclassicisme valencià, pintor de cambra de la monarquia borbònica, des de Carles IV fins a Isabel II (77 anys).

Resta del món
- 17 de gener, Devon: Elizabeth Simcoe, il·lustradora i escriptora britànica del Canadà colonial (n. 1762).[19]
- 25 de febrer, Ciutat Prohibida, Pequín, Xina: Daoguang, 8è emperador de la dinastia Qing (67 anys)[20]
- 31 de març, Washington DC (EUA): John C. Calhoun, polític estatunidenc, vicepresident dels Estats Units entre 1825 i 1832 (n. 1782).[21]
- 16 d'abril, Londres: Marie Tussaud, escultora de cera, que fundà el Museu Madame Tussauds a la ciutat de Londres. (n. 1761).[22]
- 23 d'abril, Cockermouth, Cúmbria, Anglaterra: William Wordsworth, poeta romàntic anglès (n. 1770).[23]
- 24 de maig, Bristol: Jane Porter, novel·lista històrica, dramaturga i literata britànica (n. 1776).[24]
- 19 de juny - Cambridge, Massachusettsː Margaret Fuller, filòsofa, periodista estatunidenca, activista pels drets de les dones (n. 1810).[25]
- 2 de juliol, Londres: Sir Robert Peel, polític anglès, Primer Ministre del Regne Unit (62 anys).[26]
- 9 de juliol:
  - Tabriz, Imperi Persa: El Bàb, fundador de la fe babí i precursor de Bahà'u'llàh és mort per més de 750 fusells.
  - Washington DC, EUA: Zachary Taylor, militar, 12è President dels Estats Units d'Amèrica (65 anys).[27]
  - París (França): Jean-Pierre Boyer, polític antillà, va ser president de la regió sud d'Haití el 1818, i el 1820 de tota la República haitiana (n. 1776).[21]

- 18 d'agost, París, França: Honoré de Balzac, escriptor francès (51 anys).[28]
- 26 d'agost, Claremont House, Surrey, Anglaterra: Lluís Felip I de França, rei de França del 1830 al 1849.